# Rocket Cottage
| Recensione | Giudizio |
| ---------- | -------- |
| AllMusic   |          |

Rocket Cottage è il nono album degli Steeleye Span, pubblicato dalla Chrysalis Records nel settembre del 1976. Il disco fu registrato nel giugno del 1976 al "Frans Peters Studios" di Hilversum nei Paesi Bassi.

## Tracce
Lato A
1. London – 4:14 (Brano tradizionale, arrangiamento Steeleye Span)
2. The Bosnian Hornpipes – 0:57 (Brano tradizionale, arrangiamento Steeleye Span)
3. Orfeo / Nathan's Reel – 6:00 (Brano tradizionale, arrangiamento Steeleye Span)
4. The Twelve Witches – 4:32 (Brano tradizionale, arrangiamento Steeleye Span)
5. The Brown Girl in the Ring – 5:05 (Brano tradizionale, arrangiamento Steeleye Span)

Lato B
1. Fighting for Strangers – 4:25 (Brano tradizionale, arrangiamento Steeleye Span)
2. Sligo Maid – 3:44 (Brano tradizionale, arrangiamento Steeleye Span)
3. Sir James the Rose – 6:15 (Brano tradizionale, arrangiamento Steeleye Span)
4. The Drunkard – 7:55 (Brano tradizionale, arrangiamento Steeleye Span)

## Musicisti
- Tim Hart  - voce, chitarra, tamburo (tabor)
- Maddy Prior  - voce solista
- Robert Johnson  - chitarra
- Peter Knight  - violino, mandolino, banjo, pianoforte
- Rick Kemp  - basso
- Nigel Pegrum  - batteria